# +39 Challenge
+39 Challenge est un syndicat italien participant à la Coupe de l'America. Son propriétaire est Lorenzo Rizzardi.

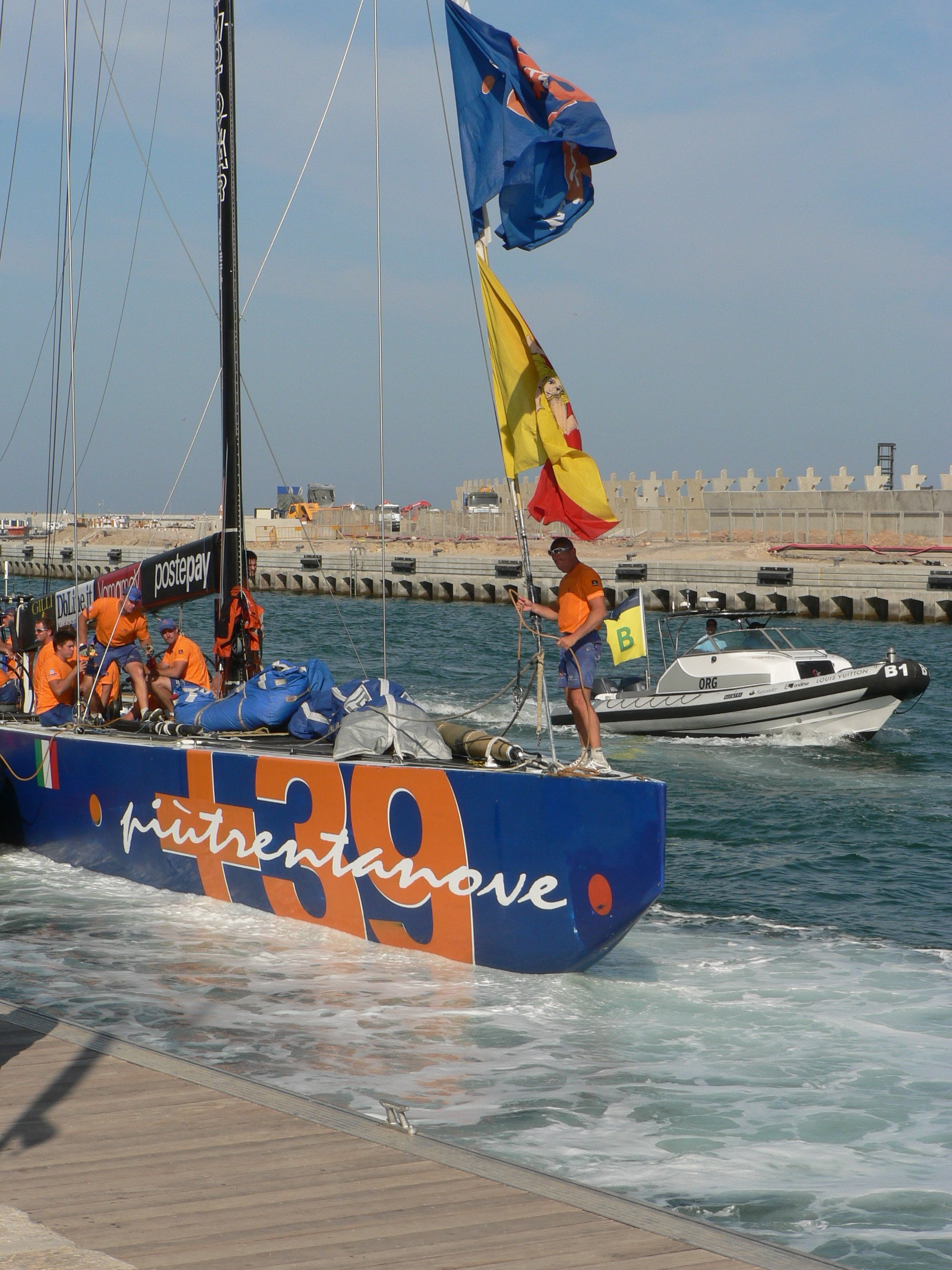
+39 Challenge